# Noble, Illinois
Noble là một làng thuộc quận Richland, tiểu bang Illinois, Hoa Kỳ. Năm 2010, dân số của làng này là 677 người.

## Dân số
Dân số qua các năm:
- Năm 2000: 746 người.
- Năm 2010: 677 người.